# René Munk Thalund
René Munk Thalund (født 20. november 1971) er en dansk keyboardist i det danske band Nephew og i det danske band Gangway.
René Thalund har ud over sin deltagelse i Nephew også arbejdet i den elektroniske genre. I 90'erne udgav han sammen med Nephew-producer Carsten Heller elektronisk musik under navnet Shanks.dk. Gruppen udkom på det indflydelsesrige label R&S Records i Belgien. I Nephew-regi har han stået bag remixes af et af Nephews egne numre: "Police Bells & Church Sirens (Nephew Nightlife Remix)", og Nephews remix af "Allein Allein" originalt med det tyske band Polarkreis 18. Til Nephews live-koncerter stod han bag indholdet i den visuelle produktion, som er blevet rost af anmeldere. Derudover har han mixet sange til en række af bandets afterpartys, som fandt sted fra efteråret 2009 til foråret 2010. Blandt andet Grant Lee Buffalos sang "Fuzzy", som han spillede sammen med forsangeren i bandet, Simon Kvamm. Sangen havde før været brugt som både intro- og outromusik i Simon Kvamms tv-program Antiglobetrotter.
I 2020 under corona lockdown genoptog René Munk Thalund sin fysikuddannelse på Aarhus Universitet, som han ellers havde afbrudt midt i 90'erne. 